# Psychotria bantamensis
Psychotria bantamensis är en måreväxtart som beskrevs av Friedrich Anton Wilhelm Miquel. Psychotria bantamensis ingår i släktet Psychotria och familjen måreväxter. Inga underarter finns listade i Catalogue of Life.